# Bezirk Gródek
Bezirk Gródek – dawny powiat (Bezirk) kraju koronnego Królestwo Galicji i Lodomerii, funkcjonujący w latach 1854–1867. Siedzibą starostwa było miasto Gródek.

## Historia
Bezirk Gródek utworzono w ramach reformy uwłaszczeniowej z okresu Wiosny Ludów (1848–1849), która likwidowała jurysdykcję właściciela ziemskiego nad poddanymi. W Galicji, dominium – jako podstawowa jednostka administracyjna i filar systemu feudalnego straciło rację bytu. Konieczne stało się zatem wprowadzenie nowego systemu administracyjnego, którego zręby powstały w latach 1851–1855. Nowy trójstopniowy podział administracyjny objął 21 cyrkułów (niem. Kreise), 179 małych powiatów (niem. Bezirke) i ponad 6000 gmin (niem. Gemeinde).
Bezirk Gródek objął obszar o wielkości 5,0 mil², zamieszkany przez 24.657 ludzi i podzielony na 27 gmin katastralnych, w tym jedno miasto (Gródek). Wszedł w skład cyrkułu lwowskiego, jako jeden z jego pięciu powiatów ziemskich.
Po nadaniu Galicji autonomii oraz powołaniu samorządu gminnego i powiatowego w 1865 zlikwidowano cyrkuły (Kreise). Dotychczasowe małe powiaty (Bezirke) w liczbie 179, utrzymały się do 1867 roku, kiedy to w następstwie kolejnej reformy administracyjnej (23 stycznia 1867) zostały zastąpione przez 74 większych powiatów. Obszar zniesionego Bezirk Gródek wszedł wtedy w całości w skład nowego powiatu gródeckiego. 1 stycznia 1906 nazwę Gródka zmieniono na Gródek Jagielloński.

## Podział administracyjny (1854)
| Lp. | Gmina jednostkowa | Powierzchnia | Ludność | Powiat w 1867 po zniesieniu |
| --- | ----------------- | ------------ | ------- | --------------------------- |
| 1   | Gródek (M)        | 7684         | 7331    | gródecki                    |
| 2   | Artyszczów        | 440          | 284     | gródecki                    |
| 3   | Bartatów          | 1527         | 682     | gródecki                    |
| 4   | Bratkowice        | 1350         | 496     | gródecki                    |
| 5   | Czerlany          | 1742         | 623     | gródecki                    |
| 6   | Cuniów            | 1922         | 697     | gródecki                    |
| 7   | Drozdowice        | 1371         | 852     | gródecki                    |
| 8   | Burgthal          | 1371         | 852     | gródecki                    |
| 9   | Haliczanów        | 947          | 826     | gródecki                    |
| 10  | Kamienobród       | 1665         | 979     | gródecki                    |
| 11  | Weißenberg        | 1665         | 979     | gródecki                    |
| 12  | Kiernica          | 4429         | 1286    | gródecki                    |
| 13  | Brundorf          | 4429         | 1286    | gródecki                    |
| 14  | Kosowiec          | 314          | 234     | gródecki                    |
| 15  | Lubień Mały       | 562          | 541     | gródecki                    |
| 16  | Lubień Wielki     | 4785         | 1795    | gródecki                    |
| 17  | Małkowice         | 1252         | 771     | gródecki                    |
| 18  | Obroszyn          | 2260         | 984     | gródecki                    |
| 19  | Porzecze          | 757          | 320     | gródecki                    |
| 20  | Powitno           | 1706         | 705     | gródecki                    |
| 21  | Rodatycze         | 5417         | 1755    | gródecki                    |
| 22  | Stawczany         | 4096         | 1534    | gródecki                    |
| 23  | Stodółki          | 710          | 325     | gródecki                    |
| 24  | Ebenau            | 710          | 325     | gródecki                    |
| 25  | Zaszkowice        | 1553         | 527     | gródecki                    |
| 26  | Zawidowice        | 2813         | 791     | gródecki                    |
| 27  | Zuszyce           | 611          | 319     | gródecki                    |

Objaśnienie:
(M) = miasto; (m) = miasteczko